# Homohelea telmatoscopa
Homohelea telmatoscopa är en tvåvingeart som först beskrevs av Ingram och John William Scott Macfie 1921.  Homohelea telmatoscopa ingår i släktet Homohelea och familjen svidknott.
Artens utbredningsområde är Ghana. Inga underarter finns listade i Catalogue of Life.